# 日本國鐵KiHa 185系柴聯車
KiHa 185系柴聯車是日本國有鐵道（國鐵）開發的特急型柴聯車，於1986年11月1日改訂時刻表時開始營運。
1987年4月，國鐵分割民營化後，所有車輛由四國旅客鐵道（JR四國）接收，後來JR四國近一步增補本型車。但在1992年因2000系列車的導入，使本型車過剩，於是JR四國將20輛本型列車移轉給九州旅客鐵道（JR九州）以取代更老的柴聯車運用。

## 概述
本型車是日本國有鐵道所開發的最後一型特急型車輛，針對四國地區的需求而設計。
本型車設計目的是取代老舊的KiHa 58系和KiHa 65系急行用柴聯車，將急行列車班車升級為特急列車 ，同時也使國鐵分拆後的JR四國有良好的設備可用。
此前，日本國鐵的特急、急行柴聯車都採取長編組，編組中的電源車裝有專用於發電的柴油引擎，以供應各車廂空調與餐車烹飪用電力。但這種方式，列車編組中一定要有電源車，無動力的電源車也影響了編組行駛時的總出力，對於四國地區這類運輸量變動甚大，且路線坡度大的地區，運用上不夠靈活。
因此本型車放棄固定編組的設計。雖然定位上是「特急型柴聯車」，但使用與一般型柴聯車類似的設備，例如冷暖空調機就不是採用電氣式設備，而使用公路客車的冷氣裝置。KiHa 185型車由行駛用引擎直接驅動壓縮機，KiRoHa 186型的空調專用小型引擎也是直接驅動壓縮機，各輛車均可獨立供應客室內冷暖氣，不再像傳統的特急型柴聯車需要機房空間設置機器，且編組最短可僅有兩輛車編成，大大提高了列車運用效率。雖然編組有 6 節車以上時，座位數比由KiHa 181系行駛的列車要少，但當時的特急列車編組日漸縮短，編組自由度較受重視。

## 車輛概覽
*以下描述基於製造時的規格。

### 車身

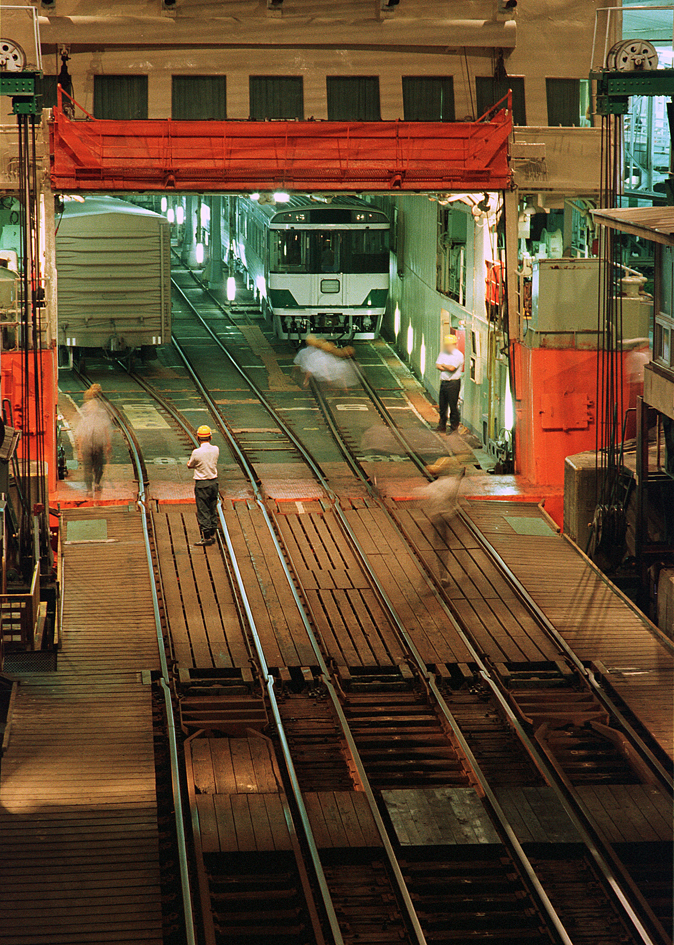
宇高連絡船伊予丸號載運KiHa185系從本州往四國。 (1986年，高松站)

本型車是日本國鐵特急型列車中首先使用不銹鋼車身的車型，車身輕量化、維護簡便。車側窗戶上下高度增加至740毫米，比之前的車輛更大，外觀則設計成連續窗戶的樣子。
設計之目標為取代急行型柴聯車，故也可能會用來行駛普通列車 ，與急行型車輛一樣在車廂兩端各一個，共兩組車門，而非傳統的特急型柴聯車每節車廂只有一個 。車門是折疊門，但窗戶的形狀設計帶有半圓形，窗戶之間漆成深色，使其看起來像單扇門。
採用貫穿式端面，與大約同時期為北海道製造的Kiha 183 型 500 系柴聯車類似。前燈和尾燈位於前窗上方兩側燈箱之內，且與KiHa 183型500系一樣，本型車並未有國鐵在特急列車先頭車上的「特急」與不銹鋼JNR標誌。
除不銹鋼原色外，燈箱周圍、駕駛室窗周圍、側邊色帶、車號使用綠色16號，乘客窗周圍及車門窗戶之間使用葡萄色5號塗裝。

### 主要设备
柴油引擎與KiHa 31和KiHa 38 型相同，採用新瀉鐵工所製造的新型直噴柴油引擎DMF13HS 型（出力250 ps/1,900 rpm）， KiHa 185 裝有兩部，Kiroha 186裝有一部。
另一方面，國鐵為了降低成本，從報廢的車輛回收再利用了變速箱和駕駛室等等設備。變速機型號為TC2A/DF115A，每輛車安裝一或兩部引擎，並沒有採用複雜的單轉向架雙軸驅動系統，而是跟傳統的雙引擎柴聯車一樣，傳動軸出力到動力轉向架靠近引擎端的一軸上。
KiRoHa 186型僅有一部出力250 ps的空調用引擎，因此編組的總輸出略小於Kiha 181型，但由於使用輕量化不銹鋼車身，加速性能並未受到太大影響。
另外，1988年生產的KiHa 185型使用DB115型液體變速機，是與DF115A型規格一樣的新製品。
雖然當時四國各路線限速最高的予贊本線和土贊本線也只有時速95公里，但考慮到未來路線高速化，設計最高時速為110公里 。

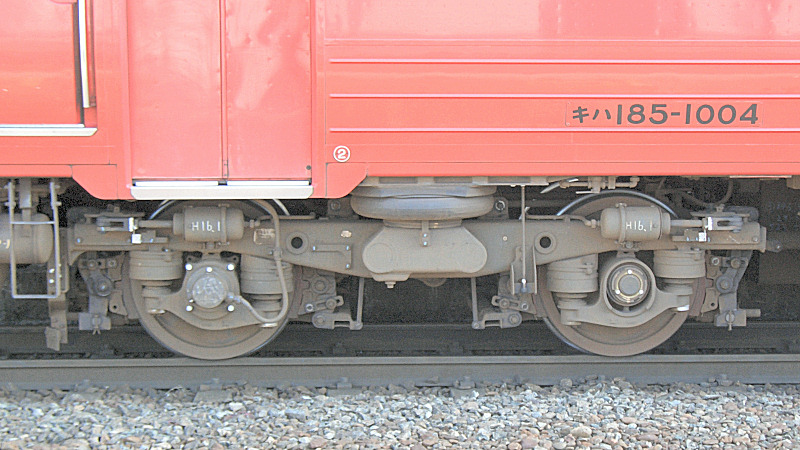
DT55型轉向架

與同時為北海道新製造的Kiha 183型500系類似，採用當時最新的錐形層壓橡膠支撐型無搖枕轉向架，設計基礎是205型電聯車使用的DT50型，但與Kiha 183系所用轉向架側樑形狀不同，動力轉向架編為DT55型，無動力轉向架為TR240型。這是由於轉向架上安裝的逆轉機以及是否準備安裝抗蛇行阻尼器等相異之處，而被分為新類型。所以DT55/TR240是日本國鐵所開發的最後一型轉向架。
最初是採用鑄鐵閘瓦，後來改用合成樹脂材質閘瓦。

### 客室設備
本型車對於客室設備有重大改進。車廂內的客艙門採用空氣室自動門
與同時期的KiHa 183型500番台一樣，KiHa 185型採用了R-55型可傾斜椅背旋轉椅，椅背設有一張大桌子。雖然座椅間距為940毫米，比KiHa 181系列大30毫米，但由於沒有機器室而節省了空間，載客量比Kiha 181型（52個座位）還更多。
KiRoHa 186的綠色座艙的座椅一排四個座位，椅背可自由傾斜並設有一張大桌子，座椅還有腳踏板、中間扶手和邊桌，間距與一般的綠色座艙一樣為1,160mm 。其普通座艙則是使用新幹線0系電聯車的旋轉椅，間距為1,020毫米，座椅間設有大型折疊桌，供團體旅客使用 。
空調系統等裝置採用一般公路客車的零件，減少了特殊零件數量。空調系統為AU26型，為公路遊覽車所採用由引擎直接驅動設計，冷氣出口設在行李架下方，旅客可各自調節風量和風向。

## 形式
分為有駕駛室的普通艙等車KiHa 185型，以及無駕駛室、兼有綠色座艙與普通艙等的中間車KiRoHa 186型；沒有僅設普通艙等中間車
KiHa 185 0番台（MC）
本型車輛有一端設有駕駛室，為普通座艙，有終點顯示器與洗手間。共製造26輛，有60個座位，車重39.0噸。JR九州的6輛車則因設有車上販賣準備室與電話室，座位減為52個。

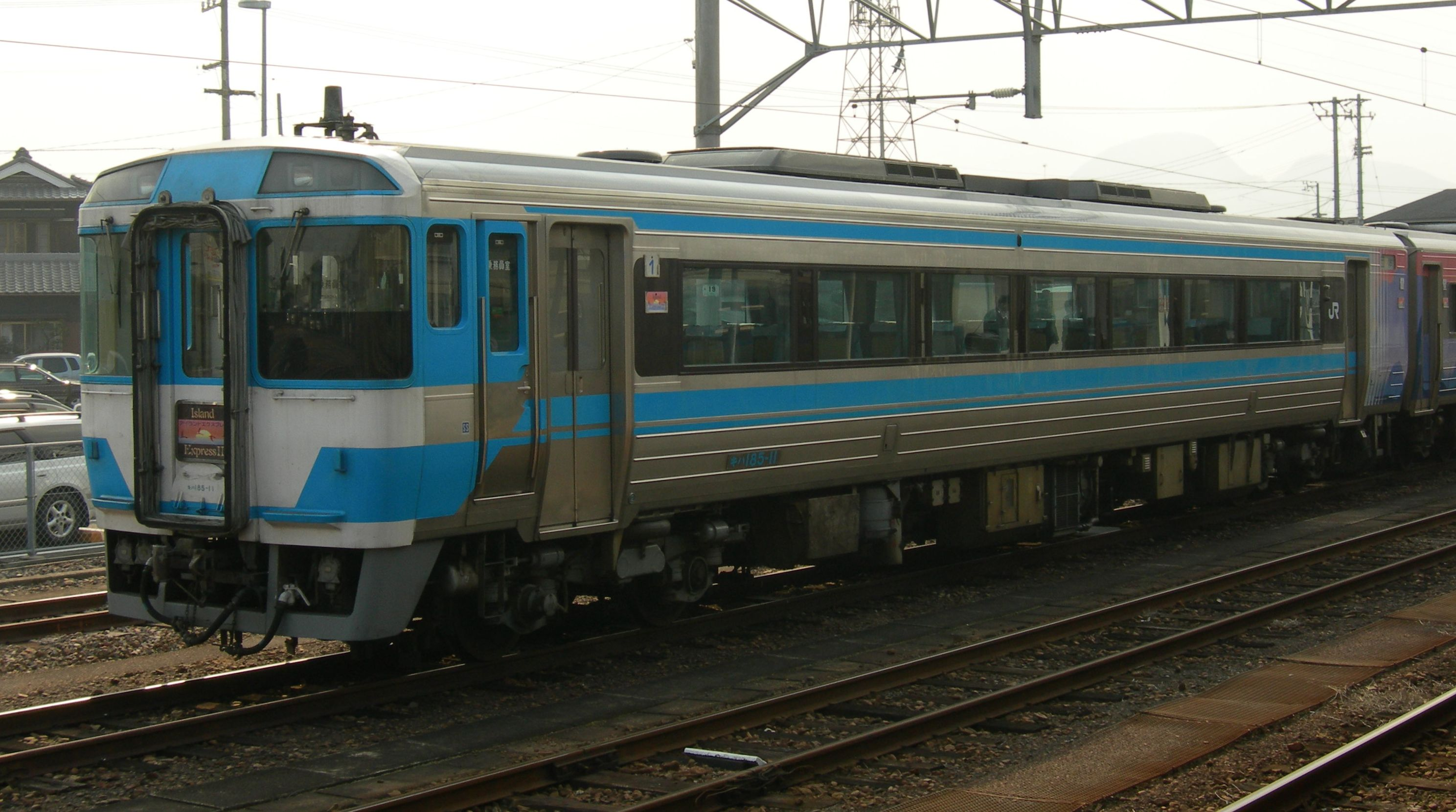
KiHa185-11（2008年1月8日多度津站）
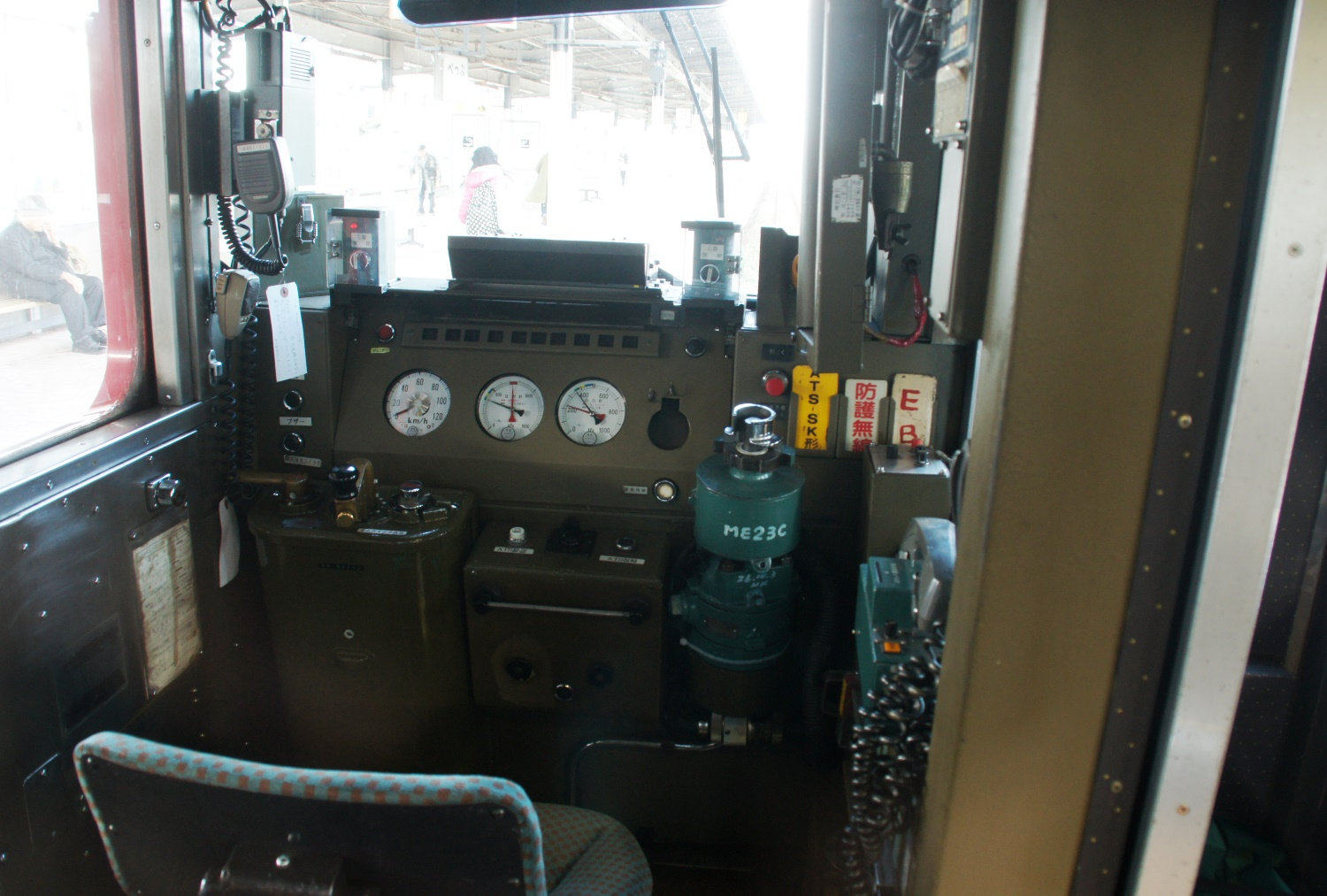
KiHa 185-6的駕駛室
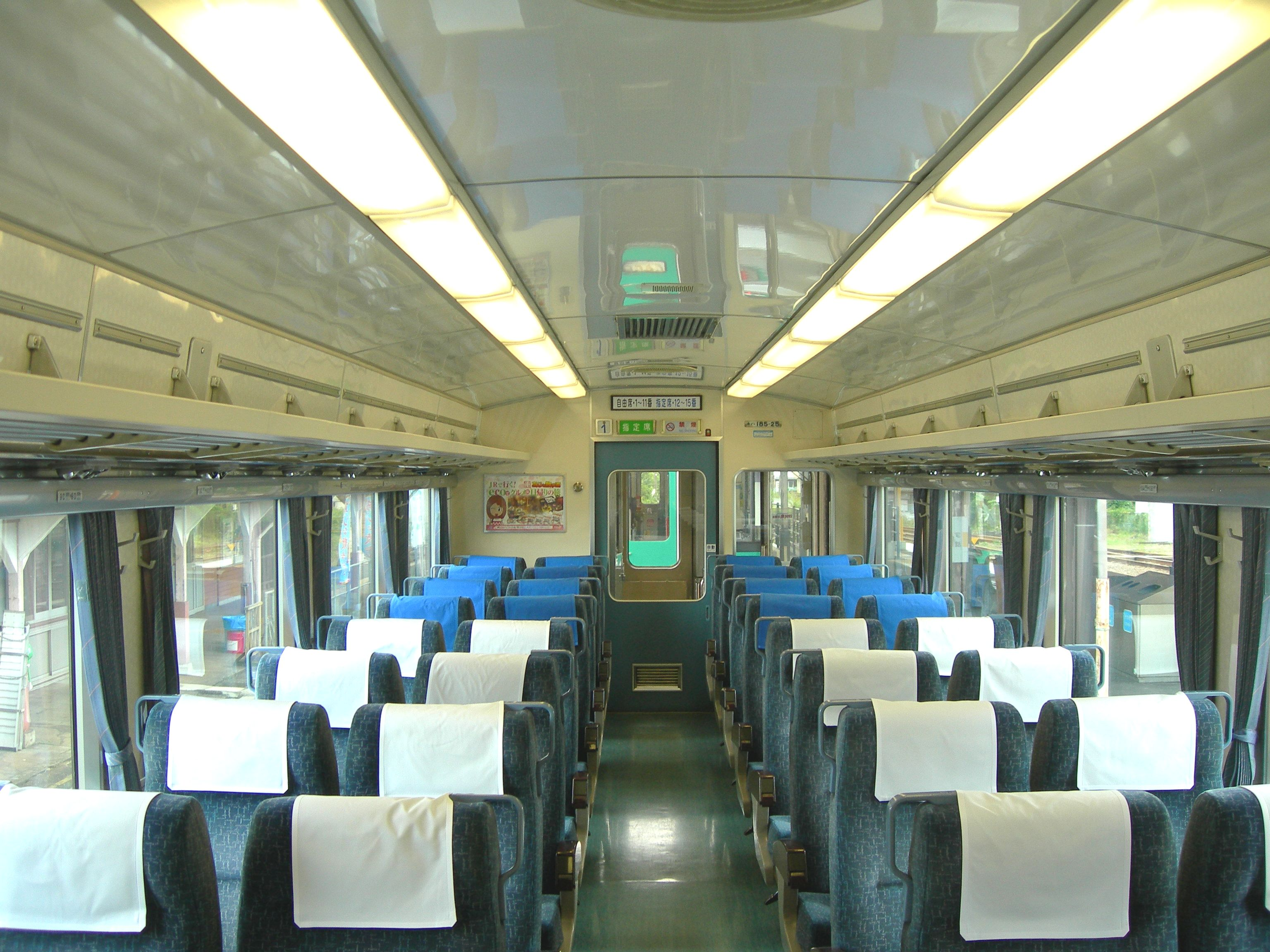
KiHa 185-25的內部；頭枕以不同顏色區分指定座與自由座

KiHa 185 型 1000 系列 (Mc')
一端有駕駛室，全車普通座艙但無廁所，共製造18輛。座位64人，車重38.3噸。 JR九州的所有車輛均為「九州橫斷特急」設計。
KiRoHa 186 型 (Mhs)
這是兼設綠色座艙與普通座艙的中間車，一開始是採用翻背椅，後來拆掉桌子，座椅改為椅背可傾斜的旋轉椅。與有兩部引擎、出力足供直接驅動壓縮機的KiHa185型不同，本型車冷氣系統是由底盤下方的專用引擎直接驅動壓縮機。本型車亦有終點顯示器，共有8輛，每輛有24個綠色座位24人，32個普通座位，自重33.7噸。
- 2號車被編入「劍山」、「渦潮」號的麵包超人車廂，改變塗裝後於2002年10月6日開始運行。綠色座艙靠車尾拆掉一排座椅改為嬰兒車停放區，而普通座艙的座椅全被拆除而成為遊戲室，兩艙之間的門也拆掉，車內還有作者柳瀨嵩親筆寫下的麵包超人字樣以資紀念。座椅間距雖仍為綠色座艙的1160毫米，但成為載客20人的普通座位指定席。結果，原來的KiRoHa186型只剩下1號車，使用率下降，長期停放於高松運轉所，並於2013年3月31日報廢車，也是本型車第一輛廢車，在2015年12月14日被送往多度津工廠拆解。
- 2號車更新後於2007年10月6日開始營運，嬰兒車停放區被改造成販賣部。